# Prinsepia
Prinsepia é um género botânico pertencente à família Rosaceae.